# Torneo de Zúrich 1996
El European Indoors 1996 fue un torneo de tenis femenino, disputado del 14 al 20 de octubre de 1996. Fue un evento de categoría Tier I que se jugó en canchas de carpeta en pistas cubiertas como preparativo para el campeonato de fin de año de la WTA. Fue la 13.ª edición del torneo y tuvo lugar en el Saalsporthalle en la ciudad suiza de Zúrich.

## Campeonas

### Individual femenino
Jana Novotná venció a  Martina Hingis por 6-2, 6-2

### Dobles femenino
Martina Hingis /  Helena Suková vencieron a  Nicole Arendt /  Natasha Zvereva por 7-5, 6–4